# Ли Ён Джи
Ли Ён Джи (кор. 이영지?, 李泳知?; род. 10 сентября 2002 года, Сеул, Республика Корея) — южнокорейская рэперша. Она победительница шоу «High School Rapper 3» и «Show Me the Money 11», а также ведущая веб-ток-шоу «Невдуплёныши». 21 июня 2024 года она выпустила свой первый мини-альбом 16 Fantasy.

## Ранняя жизнь и образование
Родившаяся и выросшая в Синджон-Доне, район Янчхон, Сеул, Республика Корея, Ли долгое время жила со своей бабушкой и матерью после того, как ее отец ушёл из дома.

## Благотворительность
11 августа 2022 года Ли пожертвовала 10 миллионов вон на помощь пострадавшим от наводнения в Республике Корея в 2022 году через Корейскую ассоциацию помощи пострадавшим от стихийных бедствий «Мост Надежды».

## Дискография

### Мини-альбомы
| Название   | Детали | Наивысшая позиция в чарте | Продажи       |
| Название   | Детали | KOR                       | Продажи       |
| ---------- | --- | ------------------------- | ------------- |
| 16 Fantasy | - Выпущено: 21 июня 2024 года - Лейбл: Mainstream, Kakao Entertainment - Формат: CD, digital download, streaming | 21                        | - KOR: 10,755 |

### Синглы
| Название                                                                                | Год                | Наивысшая позиция в чарте | Наивысшая позиция в чарте | Наивысшая позиция в чарте | Наивысшая позиция в чарте | Наивысшая позиция в чарте | Наивысшая позиция в чарте | Наивысшая позиция в чарте | Альбом                              |
| Название                                                                                | Год                | KOR Circle                | KOR Songs                 | HK                        | MLY                       | PHL                       | TW                        | WW                        | Альбом                              |
| Как главный артист                                                                      | Как главный артист | Как главный артист        | Как главный артист        | Как главный артист        | Как главный артист        | Как главный артист        | Как главный артист        | Как главный артист        | Как главный артист                  |
| --------------------------------------------------------------------------------------- | ------------------ | ------------------------- | ------------------------- | ------------------------- | ------------------------- | ------------------------- | ------------------------- | ------------------------- | ----------------------------------- |
| «Go High» (совместно с Woo Won-jae, Changmo иThe Quiett)                                | 2019               | 49                        | 37                        | —                         | —                         | —                         | —                         | —                         | High School Rapper 3 Final          |
| «Dark Room»                                                                             | 2019               | —                         | —                         | —                         | —                         | —                         | —                         | —                         | Неальбомные синглы                  |
| «New History» (совместно с Young Kay)                                                   | 2019               | —                         | —                         | —                         | —                         | —                         | —                         | —                         | Неальбомные синглы                  |
| «Walga»                                                                                 | 2020               | —                         | —                         | —                         | —                         | —                         | —                         | —                         | Неальбомные синглы                  |
| «My Path»                                                                               | 2020               | —                         | —                         | —                         | —                         | —                         | —                         | —                         | Неальбомные синглы                  |
| «Just»                                                                                  | 2020               | —                         | —                         | —                         | —                         | —                         | —                         | —                         | Неальбомные синглы                  |
| «I Am Lee Young Ji» (나는 이영지)                                                       | 2020               | —                         | —                         | —                         | —                         | —                         | —                         | —                         | Good Girl Episode 1                 |
| «Compromise»                                                                            | 2020               | —                         | —                         | —                         | —                         | —                         | —                         | —                         | Неальбомные синглы                  |
| «Day & Night» (낮 밤) (совместно с Джей Паком)                                          | 2021               | 56                        | 27                        | —                         | —                         | —                         | —                         | —                         | Неальбомные синглы                  |
| «Not Sorry (Prod. Slom)» (совместно с pH-1)                                             | 2022               | 4                         | —                         | —                         | —                         | —                         | —                         | —                         | Show Me the Money 11 Episode 3      |
| «Witch (Prod. Slom)» (совместно с Джей Паком и So!YOon!)                                | 2022               | 60                        | —                         | —                         | —                         | —                         | —                         | —                         | Show Me the Money 11 Semi Final     |
| «Hug (Prod. Slom)» (совместно с Zion.T и Wonstein)                                      | 2022               | 136                       | —                         | —                         | —                         | —                         | —                         | —                         | Show Me the Money 11 Final          |
| "Dejavu (Prod. Slom)" (совместно с Джей Паком)                                          | 2022               | 93                        | —                         | —                         | —                         | —                         | —                         | —                         | Show Me the Money 11 Final          |
| «Small Girl» (совместно D.O.)                                                           | 2024               | 1                         | 1                         | 15                        | 22                        | 94                        | 2                         | 38                        | 16 Fantasy                          |
| «Unknown Guy» (모르는 아저씨)                                                           | 2024               | —                         | —                         | —                         | —                         | —                         | —                         | —                         | 16 Fantasy                          |
| Как приглашённый артист                                                                 |                    |                           |                           |                           |                           |                           |                           |                           |                                     |
| «Home Work» (Young Kay совместно с WH3N и Ли Ён Джи)                                    | 2019               | —                         | —                         | —                         | —                         | —                         | —                         | —                         | Time Lapse                          |
| «Let Me Love You» (Ha Min-woo совместно с Ли Ён Джи)                                    | 2019               | —                         | —                         | —                         | —                         | —                         | —                         | —                         | The Tempo                           |
| «Lonely Behind» (Layone совместно с Ли Ён Джи и Basick)                                 | 2019               | —                         | —                         | —                         | —                         | —                         | —                         | —                         | Foxiboy                             |
| «회상» (Earboy совместно с Ли Ён Джи и Bluedayboy)                                      | 2019               | —                         | —                         | —                         | —                         | —                         | —                         | —                         | Reminisce (회상)                    |
| «Ah» (Rovxe & Goldash совместно с Ли Ён Джи)                                            | 2020               | —                         | —                         | —                         | —                         | —                         | —                         | —                         | Blank                               |
| «Party» (LuVan совместно с Ли Ён Джи)                                                   | 2020               | —                         | —                         | —                         | —                         | —                         | —                         | —                         | Неальбомный сингл                   |
| «Holiday» (Twlv совместно с Paloalto и Ли Ён Джи)                                       | 2020               | —                         | —                         | —                         | —                         | —                         | —                         | —                         | Antiformal                          |
| «Nuna Right Here» (Queen WA$ABII совместно с Ли Ён Джи)                                 | 2020               | —                         | —                         | —                         | —                         | —                         | —                         | —                         | Неальбомный сингл                   |
| «Emo Hip-Hop» (Layone совместно с EK, Ли Ён Джи, и Basick)                              | 2020               | —                         | —                         | —                         | —                         | —                         | —                         | —                         | Itaewon                             |
| «Yay (Prod. Code Kunst)» (Layone совместно с Ли Ён Джи, Jamie и Paloalto)               | 2020               | 93                        | 86                        | —                         | —                         | —                         | —                         | —                         | Show Me the Money 9 Final           |
| «Empty Canvas» (Babylon совместно с Layone и Ли Ён Джи)                                 | 2021               | —                         | —                         | —                         | —                         | —                         | —                         | —                         | Hardy                               |
| «Is This Bad B****** Number?» (Чон Соён совместно с Bibi и Ли Ён Джи)                   | 2021               | —                         | —                         | —                         | —                         | —                         | —                         | —                         | Windy                               |
| «Waka Boom» (My Way) (Хёрин совместно с Ли Ён Джи)                                      | 2022               | —                         | —                         | —                         | —                         | —                         | —                         | —                         | Ice                                 |
| «Fighting» (파이팅 해야지) (BSS совместно с Ли Ён Джи)                                  | 2023               | 5                         | 6                         | —                         | —                         | —                         | —                         | —                         | Second Wind                         |
| «Fraktsiya» (프락치) (Марк совместно с Ли Ён Джи)                                       | 2024               | 54                        | —                         | —                         | —                         | —                         | —                         | —                         | Неальбомный сингл                   |
| Коллаборации                                                                            |                    |                           |                           |                           |                           |                           |                           |                           |                                     |
| «Orange Tree» (오렌지 나무) (с Pluma)                                                   | 2019               | 39                        | 92                        | —                         | —                         | —                         | —                         | —                         | High School Rapper 3 Part 2         |
| «That's My Girl !!!» (댓츠마걸 !!!) (с Yunhway)                                         | 2020               | —                         | —                         | —                         | —                         | —                         | —                         | —                         | Good Girl Episode 4                 |
| «I Do What I Want» (с Хёён)                                                             | 2020               | —                         | —                         | —                         | —                         | —                         | —                         | —                         | Good Girl Final                     |
| «Freesia» (프리지아) (с Layone)                                                         | 2022               | 102                       | 84                        | —                         | —                         | —                         | —                         | —                         | Flower Language                     |
| «We» (Prod. Slom) (с Toigo, J'Kyun, Jambino и Xinsayne совместно с Джей Паком)          | 2022               | 19                        | —                         | —                         | —                         | —                         | —                         | —                         | Show Me the Money 11 Episode 1      |
| «Smoke» (Prod. Dynamicduo, Padi) (с Dynamicduo)                                         | 2023               | 2                         | 4                         | —                         | —                         | —                         | —                         | —                         | Street Woman Fighter 2 Rank Mission |
| «Trouble» (с Кристофером)                                                               | 2024               | 192                       | —                         | —                         | —                         | —                         | —                         | —                         | Неальбомный сингл                   |
| "—" обозначает релизы, которые не попали в чарты или не были выпущены в данном регионе. |                    |                           |                           |                           |                           |                           |                           |                           |                                     |

### Другие песни, попавшие в чарты
| Название                     | Год  | Наивысшая позиция в чарте | Альбом     |
| Название                     | Год  | KOR Circle                | Альбом     |
| ---------------------------- | ---- | ------------------------- | ---------- |
| «ADHD» (совместно с Jambino) | 2024 | 164                       | 16 Fantasy |

## Фильмография

### Телесериалы
| Год  | Название       | Роль      | Примечания         | Ист.   |
| ---- | -------------- | --------- | ------------------ | ------ |
| 2020 | Зомби-детектив | Парамедик | Камео (2-й эпизод) | [ 27 ] |

### Телешоу
| Год       | Название                       | Роль                     | Примечания                        | Ист.          |
| --------- | ------------------------------ | ------------------------ | --------------------------------- | ------------- |
| 2019      | High School Rapper 3           | Участник                 | Победительница                    | [ 2 ]         |
| 2020      | Хорошая девушка                | Главный актёрский состав |                                   | [ 28 ]        |
| 2021      | Возвращение домой              | Ведущая                  | With Yoo Jae-suk and Lee Yong-jin | [ 29 ]        |
| 2022–2023 | Земная аркада                  | Член актёрского состава  | Season 1–2                        | [ 30 ] [ 31 ] |
| 2022–2023 | Show Me the Money 11           | Участник                 | Победительница                    | [ 3 ]         |
| 2024      | Времена года: Радуга Ли Ён Джи | Ведущая; 6 сезон         |                                   | [ 32 ]        |

### Веб-шоу
| Год       | Название                 | Роль    | Примечания | Ист.   |
| --------- | ------------------------ | ------- | ---------- | ------ |
| 2021      | Хип-хоп Ли Ен Джи-Пладио | Ведущая |            | [ 33 ] |
| 2022–2024 | Невдуплёныши             | Ведущая | 1–3 сезоны | [ 34 ] |

## Награды и номинации
| Награда                      | Год  | Категория                           | Работа            | Результат | Ист.   |
| ---------------------------- | ---- | ----------------------------------- | ----------------- | --------- | ------ |
| Asia Artist Awards           | 2023 | Лучший выбор                        | Ли Ён Джи         | Победа    | [ 35 ] |
| Brand Customer Loyalty Award | 2021 | Горячая икона                       | Ли Ён Джи         | Победа    | [ 36 ] |
| MAMA Awards                  | 2024 | Выбор фанатов, женская категория    | Ли Ён Джи         | Победа    | [ 37 ] |
| MAMA Awards                  | 2024 | Olive Young K-Beauty Star in Music  | Ли Ён Джи         | Победа    | [ 37 ] |
| Melon Music Awards           | 2023 | Лучшее соло (женская категория)     | Ли Ён Джи         | Победа    | [ 38 ] |
| Melon Music Awards           | 2024 | Лучший музыкальный стиль            | Ли Ён Джи         | Победа    | [ 39 ] |
| KBS Entertainment Awards     | 2021 | «Новичок» в категории «Шоу/эстрада» | Возвращение домой | Номинация | [ 40 ] |

## Комментарии
1. ↑  Includes the Billboard K-pop Hot 100 (defunct as of 2022), and South Korea Songs (part of Billboard́s Hits of the World (2022 onwards)).
2. ↑  "Is This Bad B****** Number?" не попал в цифровой чарт Gaon, но дебютировал и достиг 45-й позиции в чарте загрузки компонентов.[22]
3. ↑  "Waka Boom" ("My Way")" не попал в цифровой чарт Gaon, но достиг 138-й строчки в чарте скачиваний Gaon.[23]